# Reuland (Luksemburg)
Reuland (lb. Reiland) – wieś (Uertschaft) we wschodnim Luksemburgu, w kantonie Mersch, w gminie Heffingen. Do 3 października 2015 miejscowość leżała w dystrykcie Luksemburg. Liczy 355 mieszkańców (1 stycznia 2023). 